# Lophotettix
Lophotettix is een geslacht van rechtvleugeligen uit de familie doornsprinkhanen (Tetrigidae). De wetenschappelijke naam van dit geslacht is voor het eerst geldig gepubliceerd in 1909 door Hancock.

## Soorten
Het geslacht Lophotettix omvat de volgende soorten:
- Lophotettix alticristatus Hancock, 1909
- Lophotettix brevicristatus Hancock, 1909
- Lophotettix hancocki Bruner, 1910
- Lophotettix unicristatus Hancock, 1909
- Lophotettix zumbadoi Barranco, 2010